# Saint-Rémy, Aveyron

Saint-Rémy este o comună în departamentul Aveyron din sudul Franței. În 1 ianuarie 2022 avea o populație de 307 de locuitori.